# Daphnis (genre)
Pour les articles homonymes, voir Daphnis (homonymie).
Genre
Le genre Daphnis regroupe des lépidoptères (papillons) de la famille des Sphingidae, de la sous-famille des Macroglossinae et de la tribu des Macroglossini.

## Systématique
Le genre Daphnis a été décrit par l'entomologiste allemand Jakob Hübner en 1819.
- L'espèce type pour le genre est Daphnis nerii (Linnaeus, 1758)

### Synonymie
- Regia Tutt, 1903[2]
- Histriosphinx Varis, 1976[3]

## Liste des espèces
- Daphnis dohertyi - Rothschild, 1897
- Daphnis hayesi - Cadiou, 1988
- Daphnis hypothous - (Cramer, 1780)
- Daphnis layardii - Moore, 1882
- Daphnis minima - Butler, 1876
- Daphnis moorei - W.J. Macleay, 1866
- Daphnis nerii - (Linnaeus, 1758) Sphinx du laurier-rose
- Daphnis placida - (Walker, 1856)
- Daphnis protrudens - Felder, 1874
- Daphnis torenia - Druce, 1882
- Daphnis vriesi - Hogenes & Treadaway, 1993

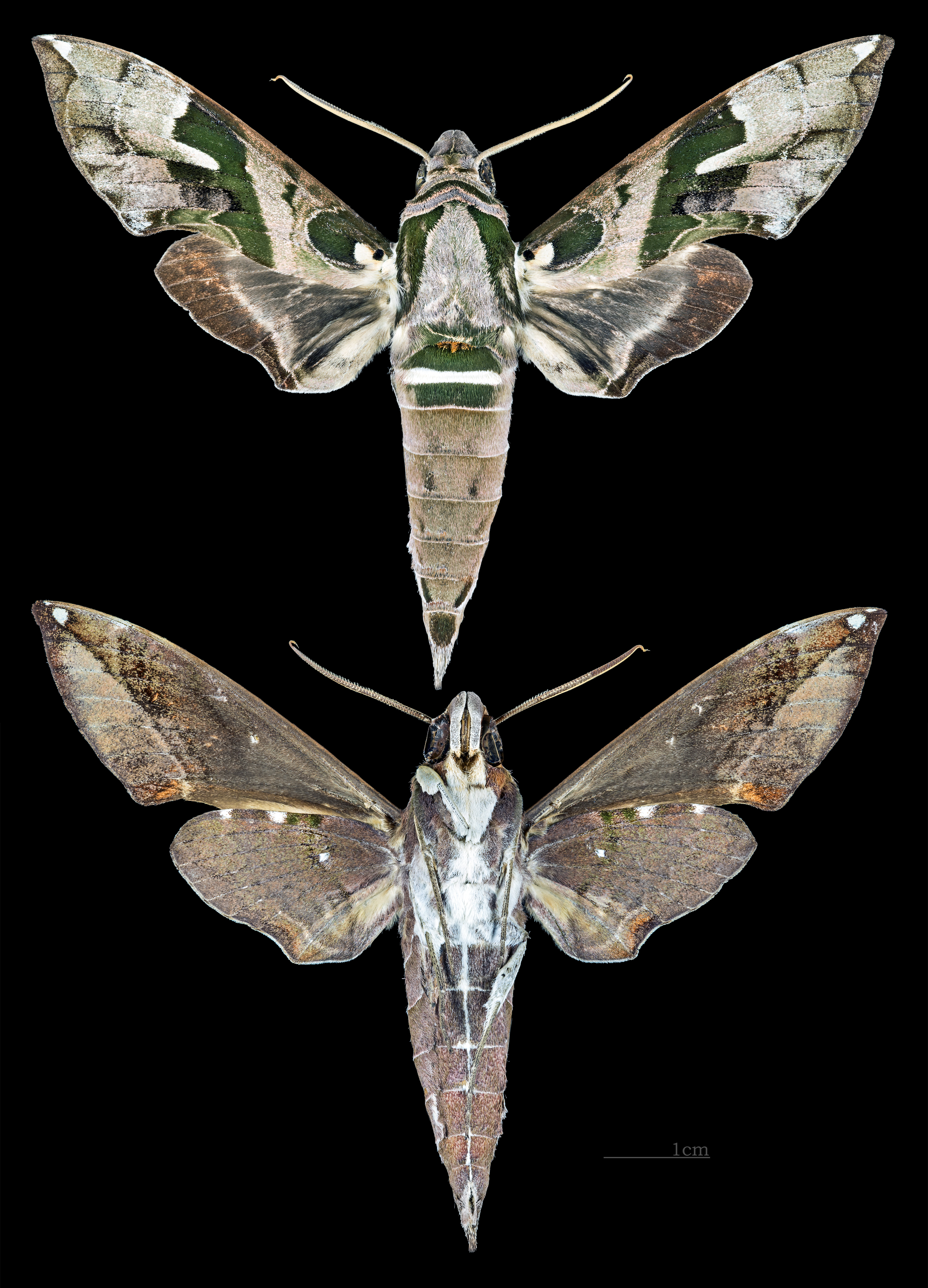
Daphnis dohertyi
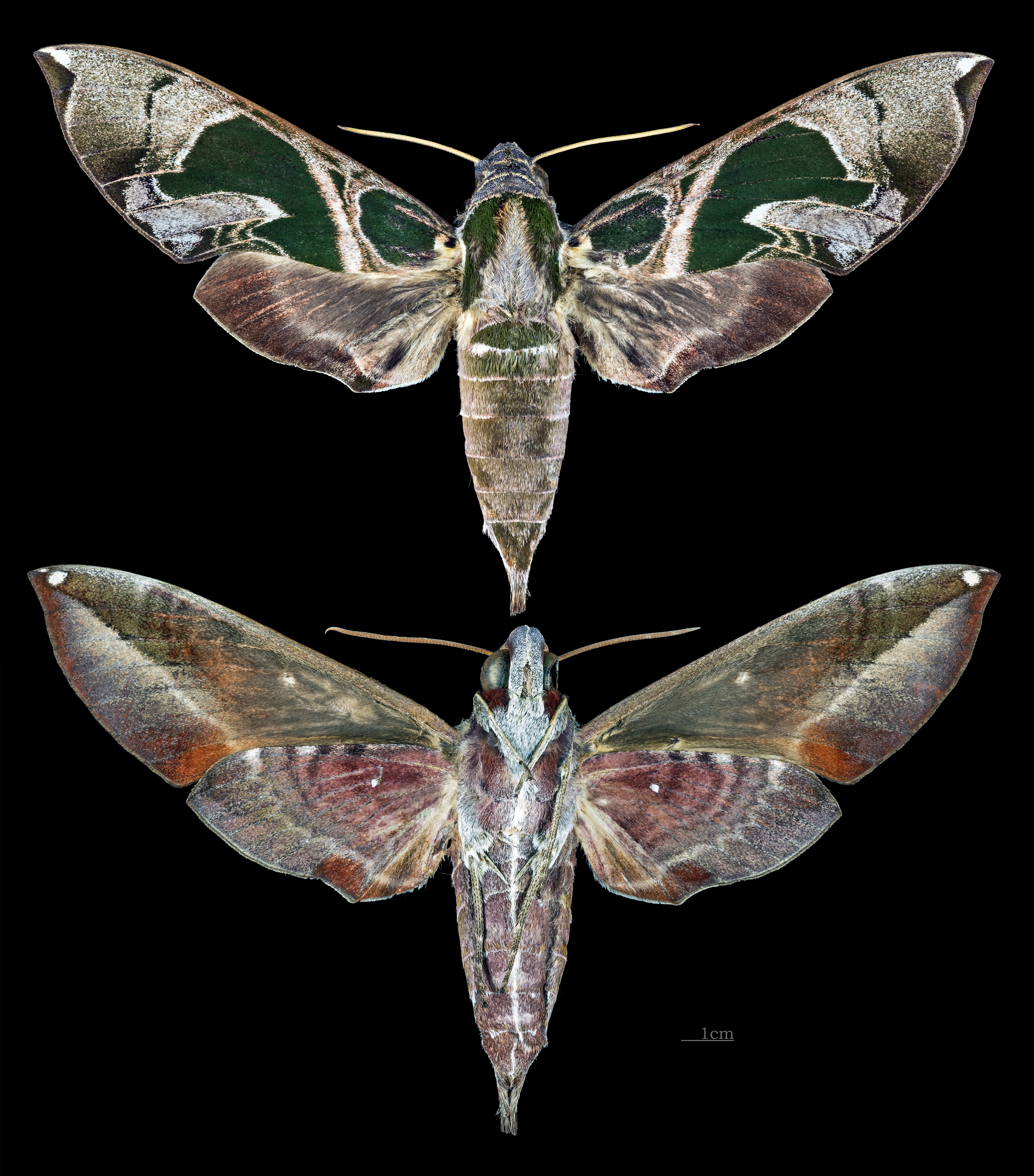
Daphnis hayesi
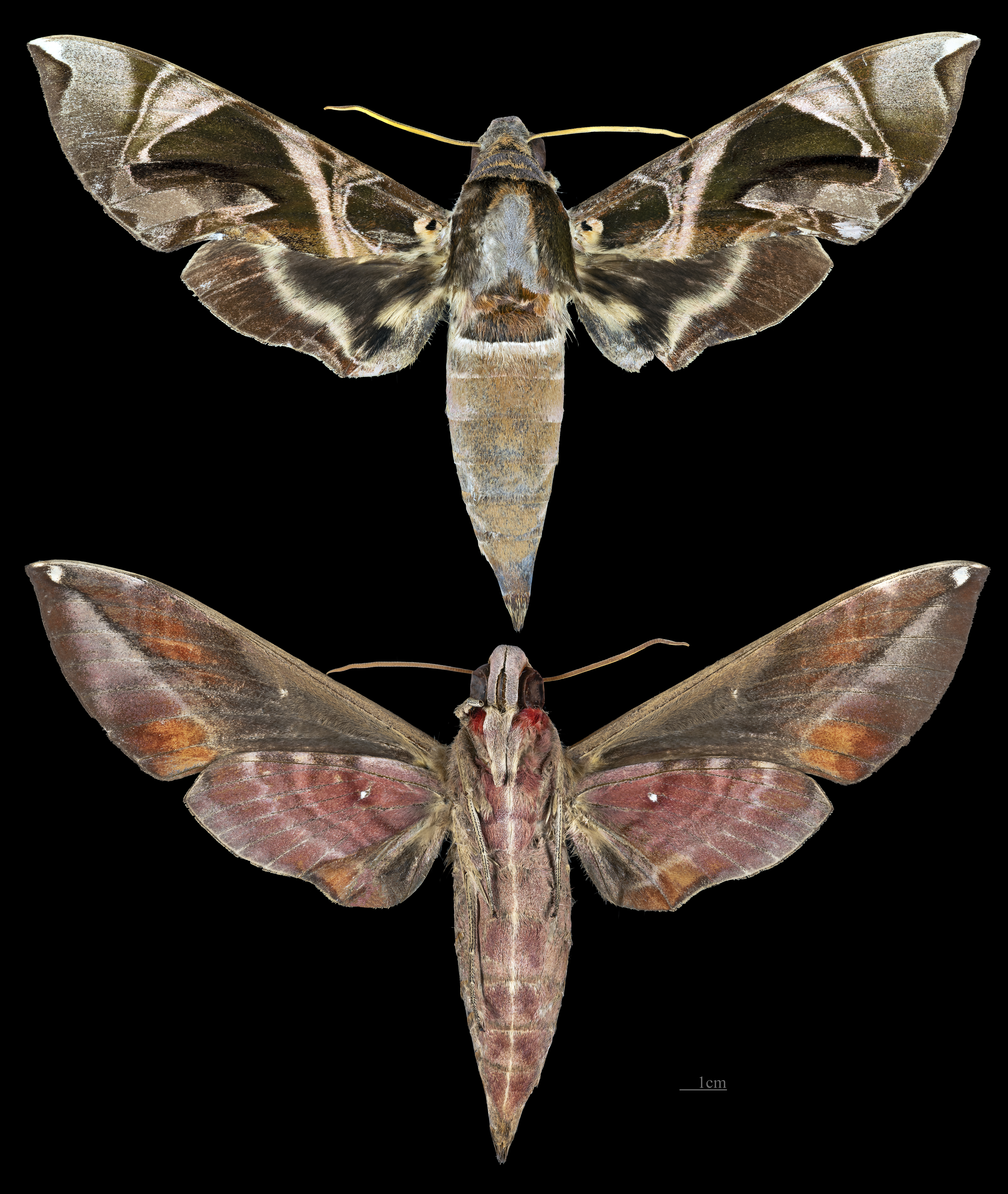
Daphnis hypothous
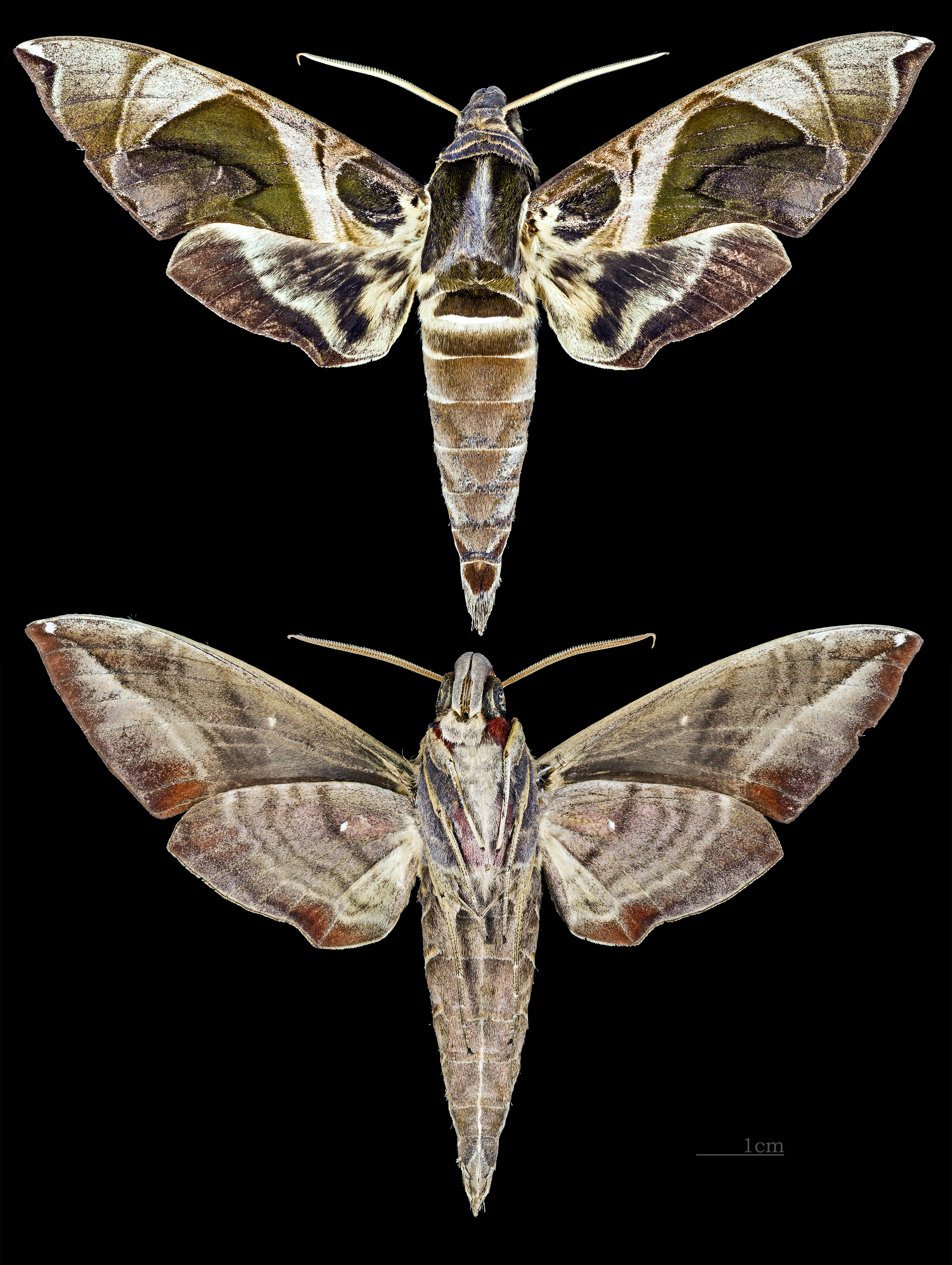
Daphnis moorei
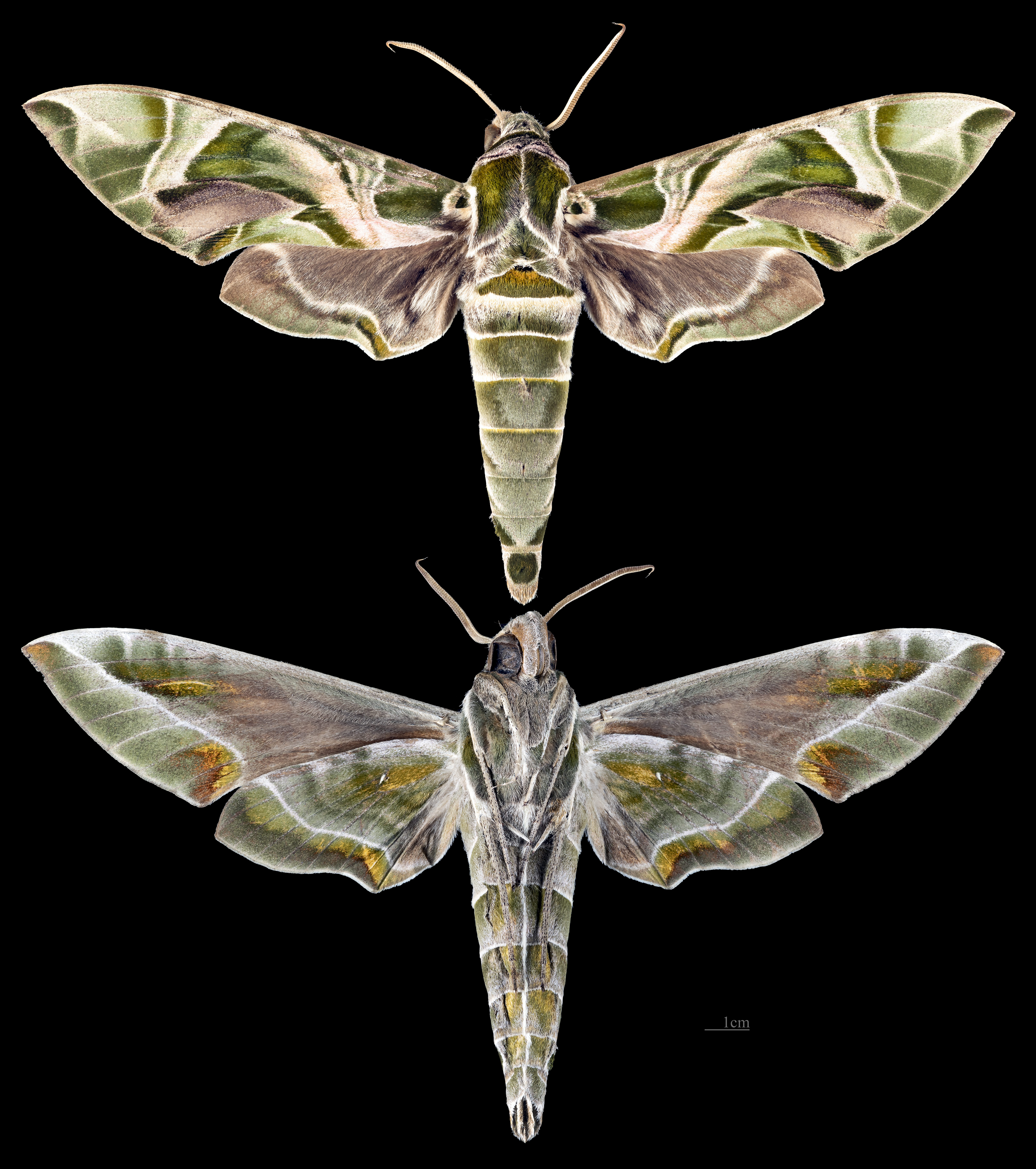
Daphnis nerii
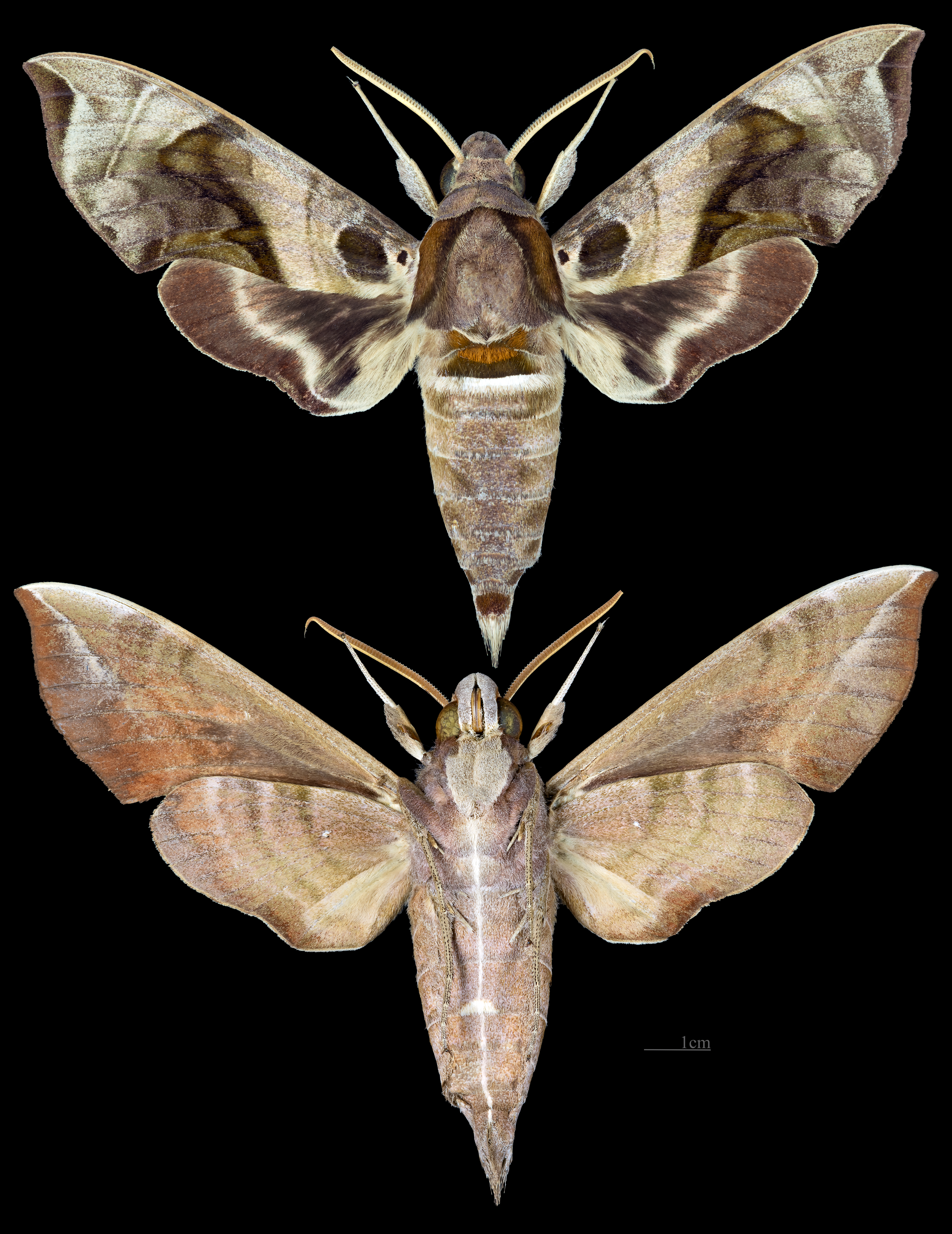
Daphnis placida
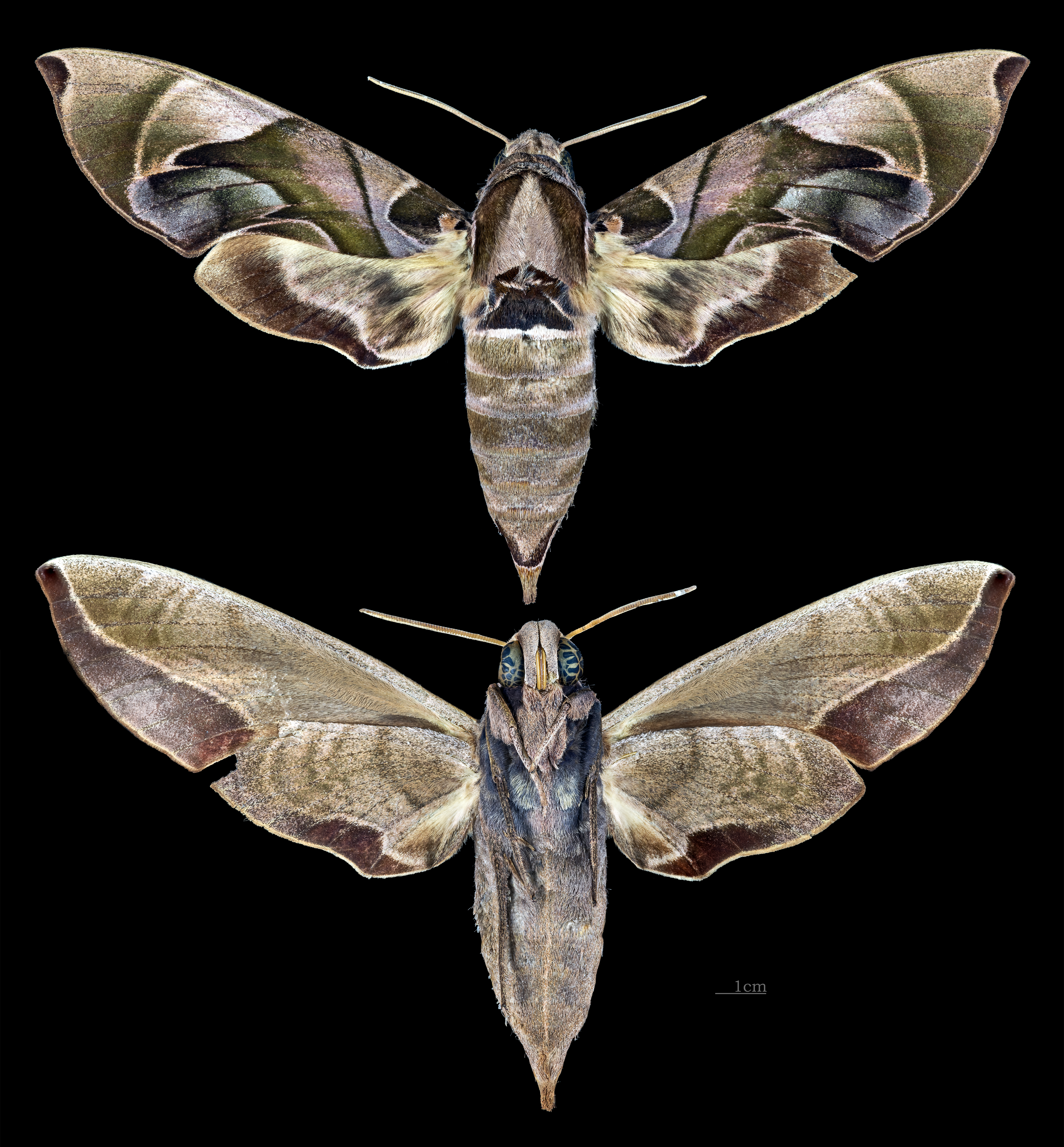
Daphnis protrudens
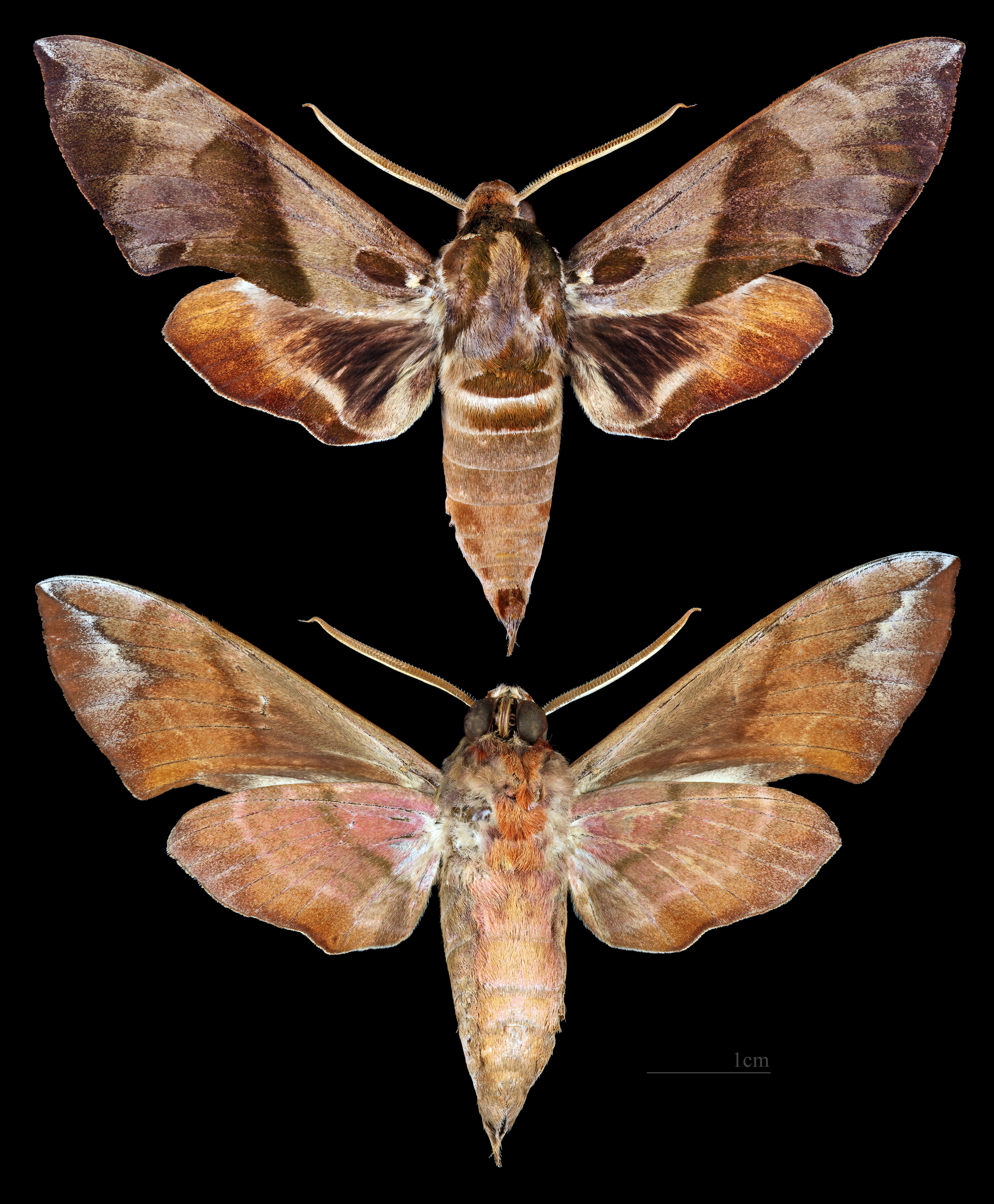
Daphnis torenia